# كسيلوكاسترو
كسيلوكاسترو (باليونانية: Ξυλόκαστρο) هي بلدة ساحلية أو قرية تقع في كورينثيا التابعة لشبه جزيرة بيلوبونيز جنوب اليونان

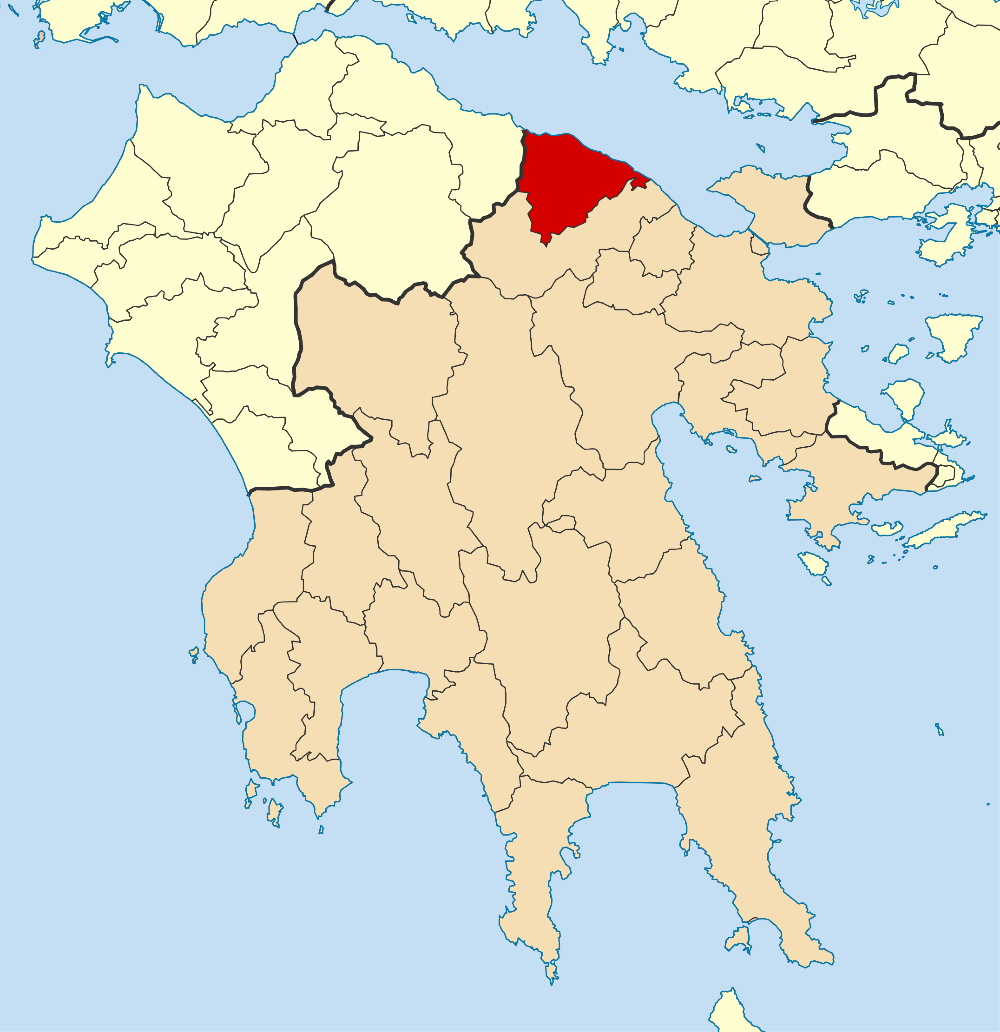
موقع كسيلوكاسترو على الخريطة

## تاريخ التسمية
- أخذت المدينة اسمها من قلعة خشبية (باليونانية: ξύλινο κάστρο)، ربما بنيت في القرن ال 13.

كانت تعرف أيضا باسم سولو كاسترو

## الموقع الجغرافي
تقع كسيلوكاسترو على ساحل خليج كورينثيا على بعد 30 كم شمال غرب كورينثيا 
ويمر الطريق الوطني اليوناني 8a (كورينث - باتراس) عبر المدينة.

## توأمة
لكسيلوكاسترو اتفاقيات توأمة مع:
- فورت (2006 - )